# 加拿大—葡萄牙关系
加拿大－葡萄牙关系是指加拿大与葡萄牙之间的双边关系。这两个国家都是北约和经济合作与发展组织的成员国。

## 历史

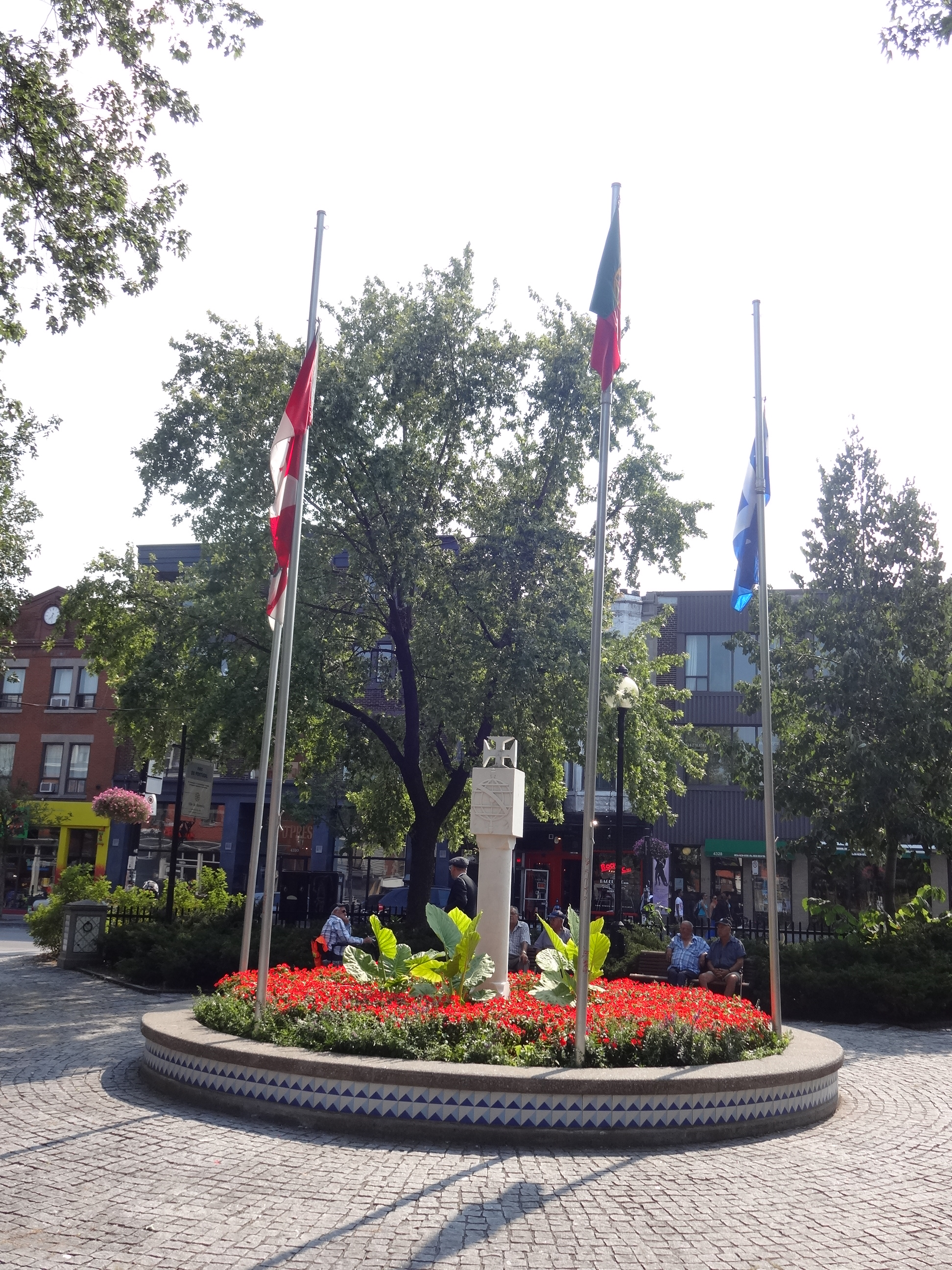
位于加拿大蒙特利尔“葡萄牙公园”的葡萄牙纪念碑

葡萄牙探险家加斯帕·科特雷尔是最早到今天的加拿大探险的欧洲人之一，他探索了加拿大的大西洋沿岸。加拿大和葡萄牙于1946年正式建立外交关系。1972年11月，加拿大谴责葡萄牙在安哥拉、莫桑比克和葡属几内亚的殖民战争。2010年11月，加拿大总理斯蒂芬·哈珀访问葡萄牙，出席2010年里斯本峰会。

## 贸易关系
2013年，加拿大和葡萄牙的双边贸易总额为6.118亿加元。加拿大对葡萄牙的出口达236.6美元，主要产品是航空航天产品、谷类、机械及零件、钢铁及蔬菜。2013年加拿大从葡萄牙的进口达到3.752亿美元，主要产品是饮料(酒)、矿物燃料和油、鞋类、电气和电子机械设备和家具。

## 葡萄牙人社区
在加拿大有大约40万具有葡萄牙血统的人，他们要么是移民，要么是移民的后裔。1953年，加拿大向葡萄牙移民敞开了大门。大多数葡裔加拿大人的家族可以追溯到亚速尔群岛。多伦多有一个葡萄牙社区。大多数葡裔加拿大人居住的地区被称为“小葡萄牙”，蒙特利尔也有一个，温哥华约有2万葡萄牙人，不列颠哥伦比亚省有3.4万。在卡尔加里、温尼伯和其他城市也有较小的葡萄牙社区。纽芬兰的葡萄牙渔民有着悠久的历史，可以追溯到16世纪。

## 常驻外交使团
- 加拿大在里斯本设有大使馆。[3]
- 葡萄牙在渥太华设有大使馆，在蒙特利尔、多伦多和温哥华设有总领事馆。[4]